# August Kestner
Georg Christian August Kestner (Hannover, 28 novembre 1777 – Roma, 5 marzo 1853) è stato un diplomatico e collezionista d'arte tedesco.

## Biografia
Kestner era figlio di Johann Christian Kestner, un funzionario civile, e di Charlotte Buff. Johann Wolfgang von Goethe incontrò Charlotte e se ne innamorò quando lei era già impegnata con Johann. I ripetuti rifiuti di Charlotte Buff hanno in parte ispirato i dolori giovanili di Goethe, espressi nel suo Die Leiden des jungen Werthers (I dolori del giovane Werther).
Dal 1796 al 1799 Kestner studiò giurisprudenza alla Università di Gottinga e terminati gli studi fu subito nominato Vernehmungsrichter (giudice investigatore) al tribunale di Hannover.
Nel 1803 Kestner divenne Geheimen Kanzleisekretär im Staatsdienst ('segretario di cancelleria segreto nel servizio statale'). Con questa nomina visse, tra l'altro dal 1818 al 1849, come incaricato ufficiale e ministro-residente a Roma e Napoli. Fu anche un diplomatico del regno di Hanover presso la Santa Sede a Roma.
Come amante d'arte, raccolse molti piccoli oggetti di arte egizia e greco-romana. Assieme a Theodor Panofka e Otto Magnus von Stackelberg fondò nel 1829 l'"Istituto di Corrispondenza Archeologica", che in seguito prese il nome di Istituto archeologico germanico. Dal 1838 fu profondamente coinvolto nella sua direzione diventandone secretario-generale.
Nel 1846 divenne membro dell'Hannoverscher Künstlerverein.
Dopo essersi ritirato dall'attività lavorative, Kestner visse a Roma fino alla sua morte.
Da lui prende il nome il Kestner-Museum.

## Pubblicazioni
- Römische Studien (Berlin: Decker, 1850)
- Sulla: ein Trauerspiel in 5 Aufzügen (Hannover: Zahn, 1855)
- Über die Nachahmung in der Malerei (Frankfurt a.M., 1818)
- Wem gehört die Kunst (1830)